# Bibinagar
Bibinagar es una ciudad censal situada en el distrito de Yadadri Bhuvanagiri en el estado de Telangana (India). Su población es de 8320 habitantes (2011). 

## Demografía
Según el censo de 2011 la población de Bibinagar era de 8320 habitantes, de los cuales 4246 eran hombres y 4074 eran mujeres. Bibinagar tiene una tasa media de alfabetización del 78,29%, superior a la media estatal del 67,02%: la alfabetización masculina es del 86,42%, y la alfabetización femenina del 69,84%